# Кукарі
Кукарі́ — село в Україні, у Любецькій селищній громаді Чернігівського району Чернігівської області. Населення становить 33 осіб.

## Історія
За радянських часів в селі існувала початкова школа, до неї також ходили вчитися діти із сусіднього села Гірки, що знаходяться за 3 км на схід від Кукарів.
Останніми роками населення дивиться лише білоруські канали і слухає білоруське радіо, оскільки крім білоруських каналів більше нічого не працює.
12 червня 2020 року, відповідно до розпорядження Кабінету Міністрів України № 730-р «Про визначення адміністративних центрів та затвердження територій територіальних громад Чернігівської області», увійшло до складу Любецької селищної громади.
19 липня 2020 року, в результаті адміністративно - територіальної реформи та ліквідації Ріпкинського району, село увійшло до складу Чернігівського району Чернігівської області.

## Архітектура
Через часті повені будинки будують на високому фундаменті.

## Транспорт
Через часті повені жителі села весною часто користуються човнами. У селі немає асфальтованих доріг, тому автомобілі після повеней або сильних дощів буксують або не можуть проїхати.

## Населення
За переписом населення України 2001 року в селі мешкали 32 особи.

### Мова
За даними перепису 2001 року українська є рідною для 100 % населення.